# Bonnie en Terry Turner
Bonnie en Terry Turner zijn man en vrouw en zijn een gezamenlijk schrijversteam, bekend geworden door de series 3rd Rock from the Sun en That '70s Show op NBC en FOX. Ze hebben ook een show proberen te maken als vervolg op hun vorige serie, namelijk That '80s Show.

## Biografie
Ze hebben ook veel geschreven voor shows als Saturday Night Live en  Normal, Ohio. Tussen 1987 en 1995 hebben ze zes films geschreven, waaronder Coneheads, Wayne's World, Wayne's World 2, Tommy Boy, and The Brady Bunch Movie. Bonnie en Terry waren vaste gasten in de comedy 'The Bill Tush Show' uit 1980. Ze hebben ook geschreven voor CNN Headline News. In de jaren 80 produceerden ze een show genaamd Good News (televisieprogramma) van presentatrice Liz Wickersham. Ze werken nu als fulltime schrijven voor Saturday Night Live. Daarvoor zijn ze van Atlanta naar New York verhuisd.